# Malden (Nederland)
Malden is een plaats in de gemeente Heumen in de Nederlandse provincie Gelderland. Het is met 11.235 inwoners (peildatum 1 januari 2023) de grootste kern van deze gemeente. Ook is hier het gemeentehuis gevestigd.

## Geschiedenis
In het centrum van Malden zijn resten van een voorraadschuur uit ongeveer 700 v.Chr. aangetroffen. De naam Malden wordt voor het eerst vermeld in een akte uit 1247 die men gevonden heeft in het Sint-Agathaklooster bij Cuijk: er was sprake van een kapel in Malden. In de buurt van deze kapel stond de Malderburcht, die waarschijnlijk rond 1270 is gebouwd maar al in de 14e eeuw is verwoest. 
Tot 1348 was Malden een leen van het graafschap Kleef. Daarna werd het een heerlijkheid. Op 30 oktober 1769 werd de heerlijkheid Malden verkocht aan Nijmegen.
Enkele gebouwen in het centrum, waaronder de rooms-katholieke Antonius Abtkerk en het gemeentehuis, zijn opgetrokken in de stijl van de Bossche School. 
In Malden was tot 2020 het accordeon- en harmonicamuseum bobbies gevestigd. Er ligt ook een heemtuin aan de bosrand.
In de bossen van Maldens Vlak ligt Zweefvliegveld Malden.

## Geboren
- Frans Thijssen (1952), voetbaltrainer en oud-voetballer
- Peter Verschuren (1955), politicus (voormalig wethouder in de gemeente Groningen, SP)
- Ruud Smulders (1987), cabaretier
- Berber Esha Janssen (1989), model, actrice, presentatrice, zangeres
- Bram Nuytinck (1990), voetballer

## Fotogalerij

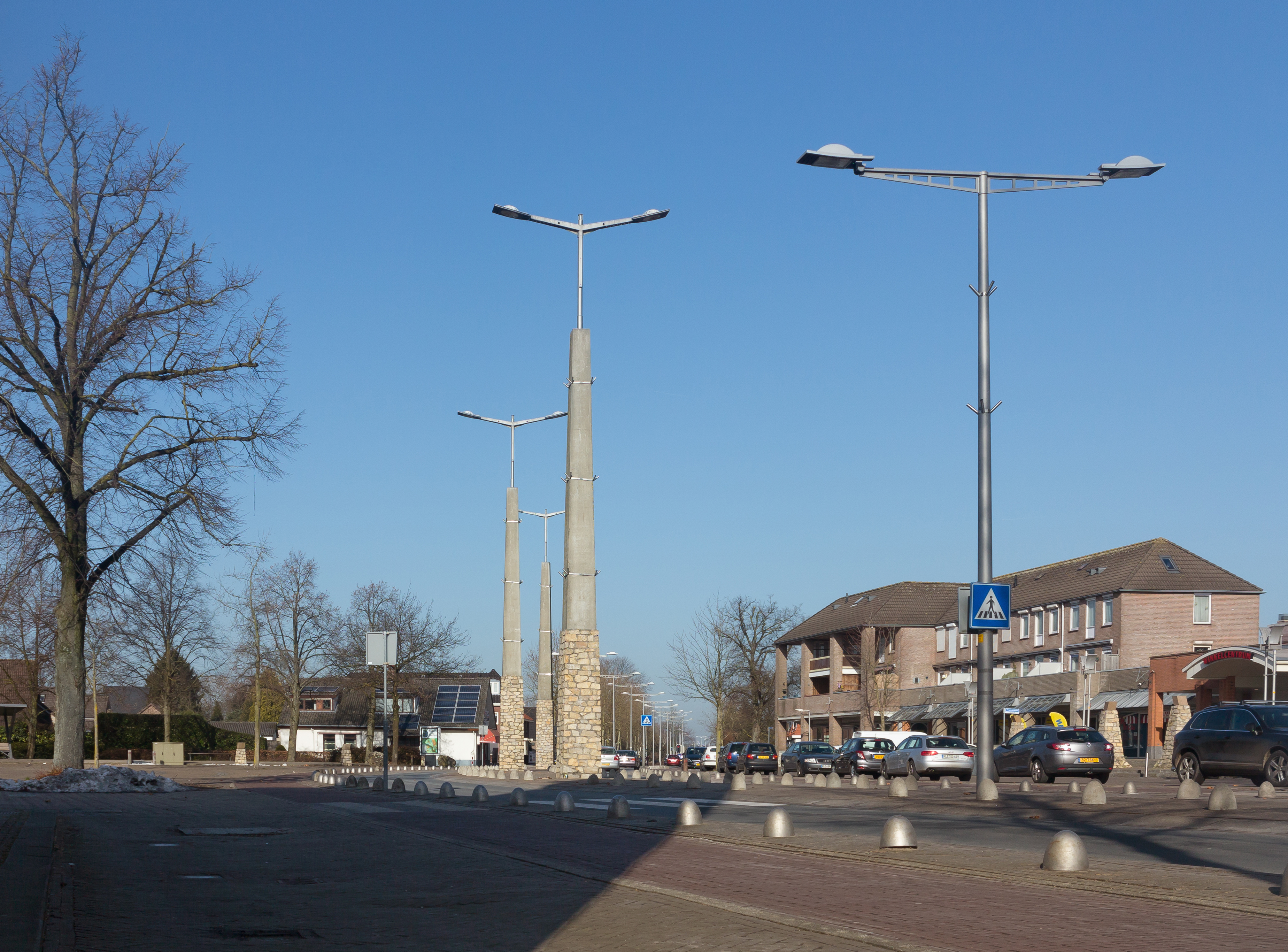
De Rijksweg in Malden
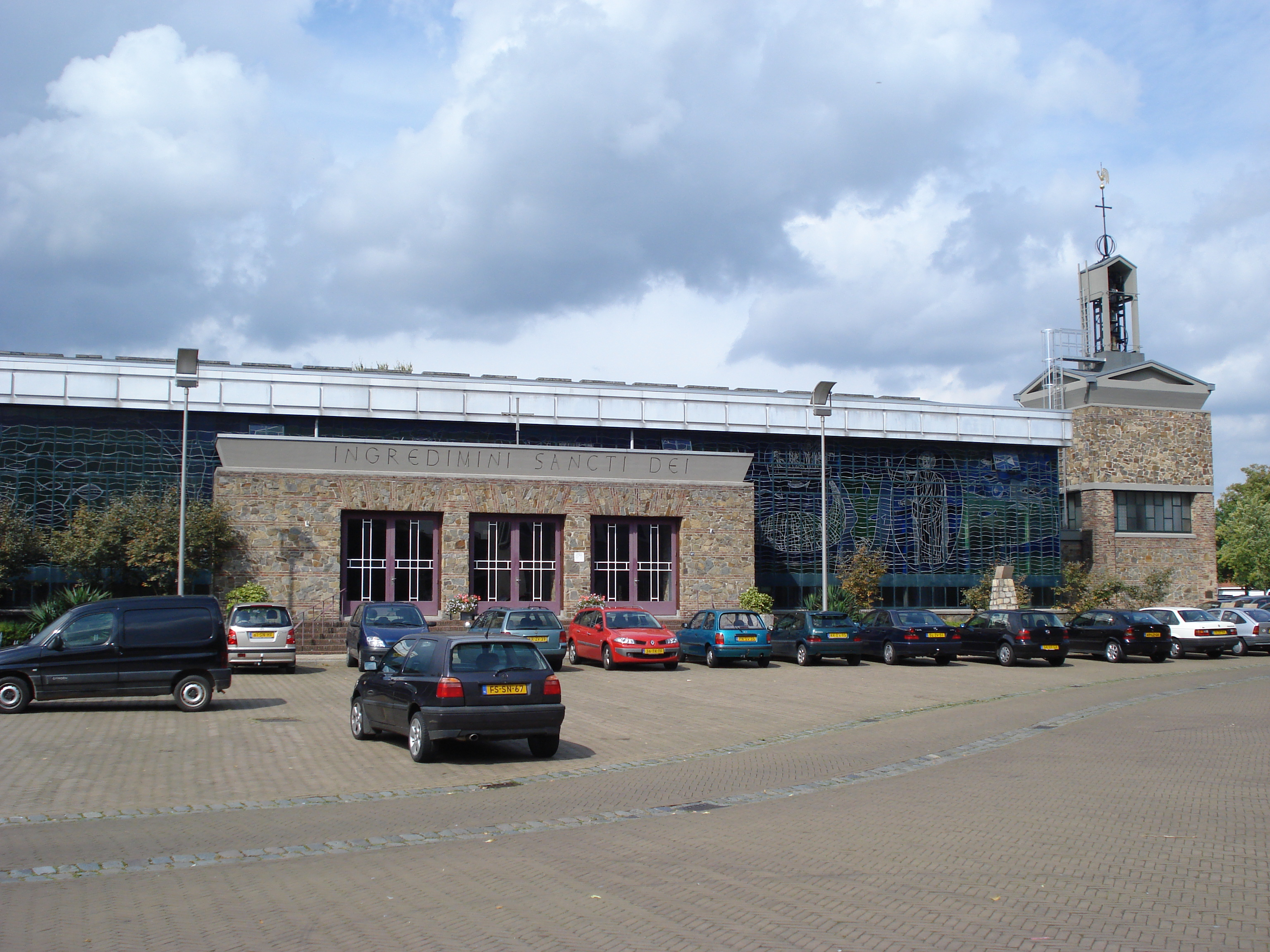
Kerk Malden vooraanzicht
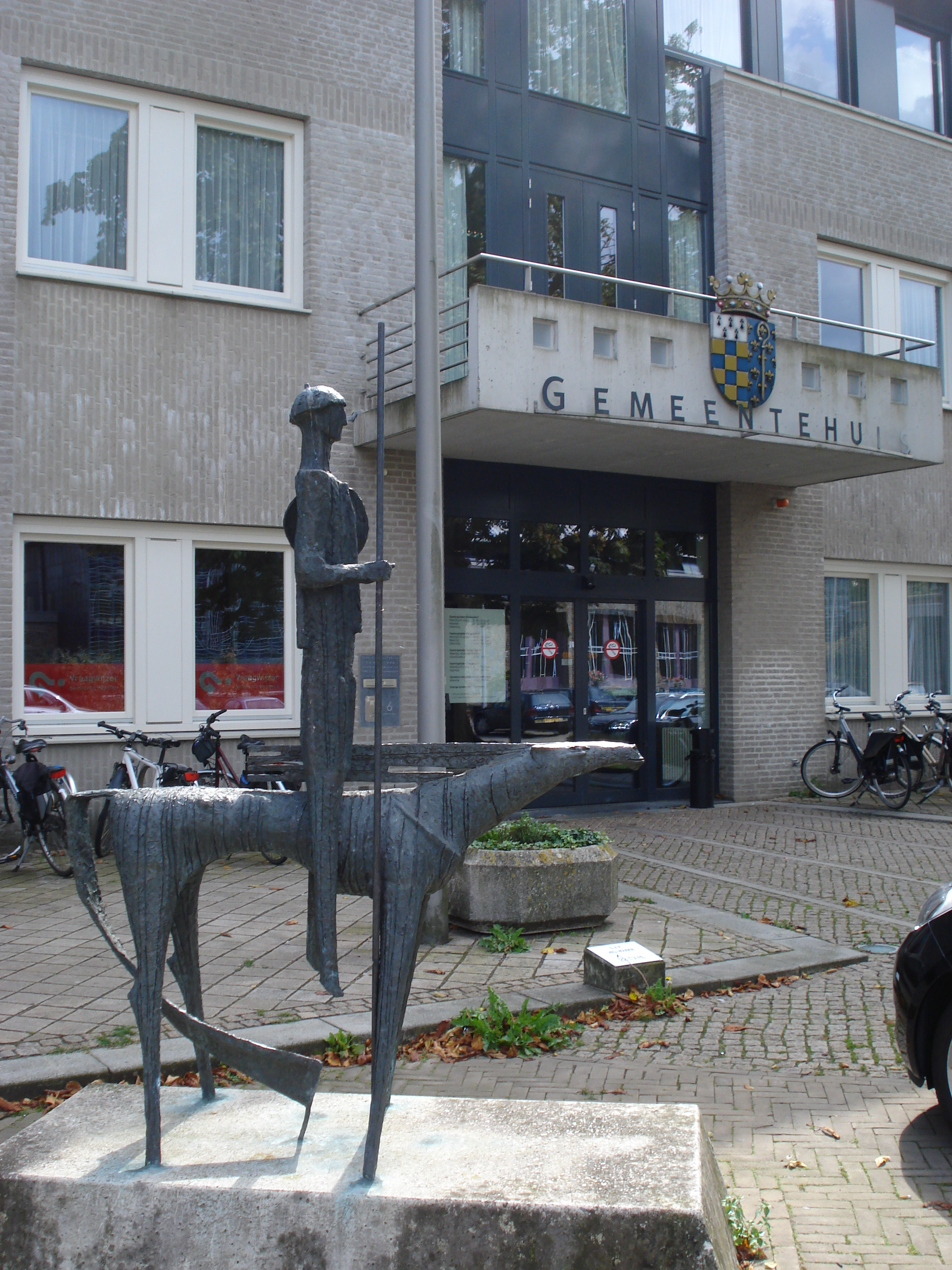
Beeld bij ingang gemeentehuis
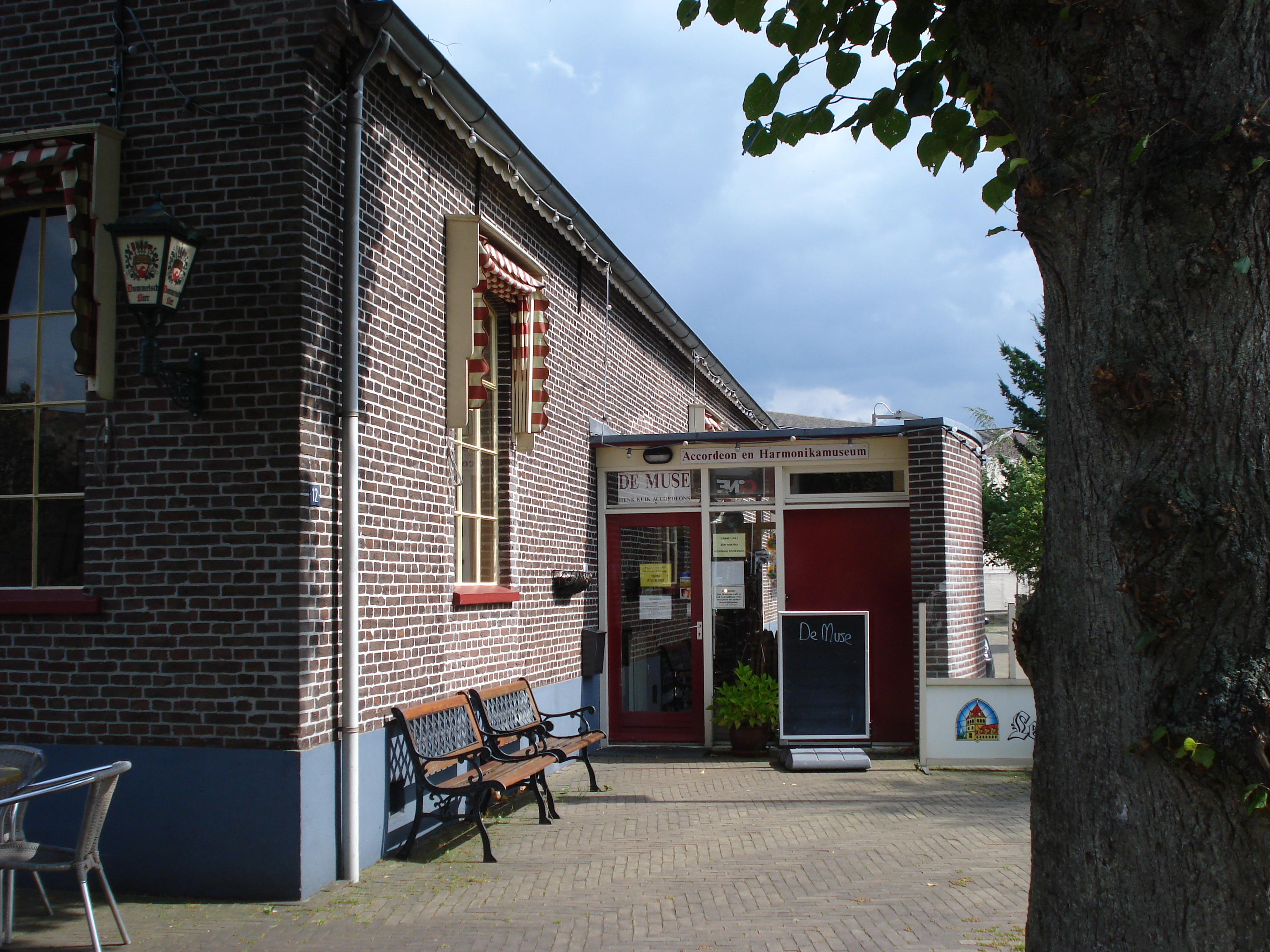
Voormalig accordeon- en harmonicamuseum
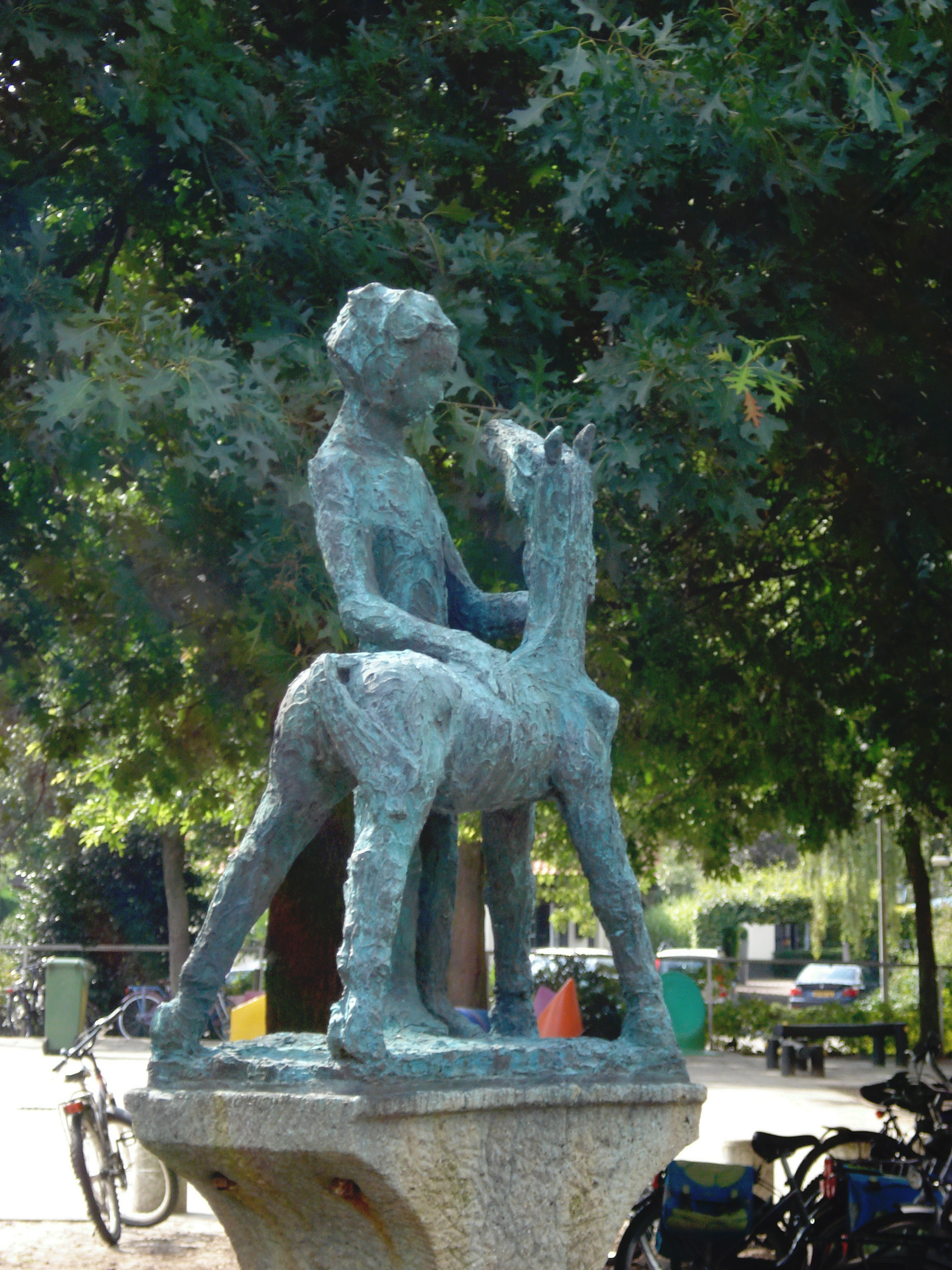
Beeldje op schoolplein
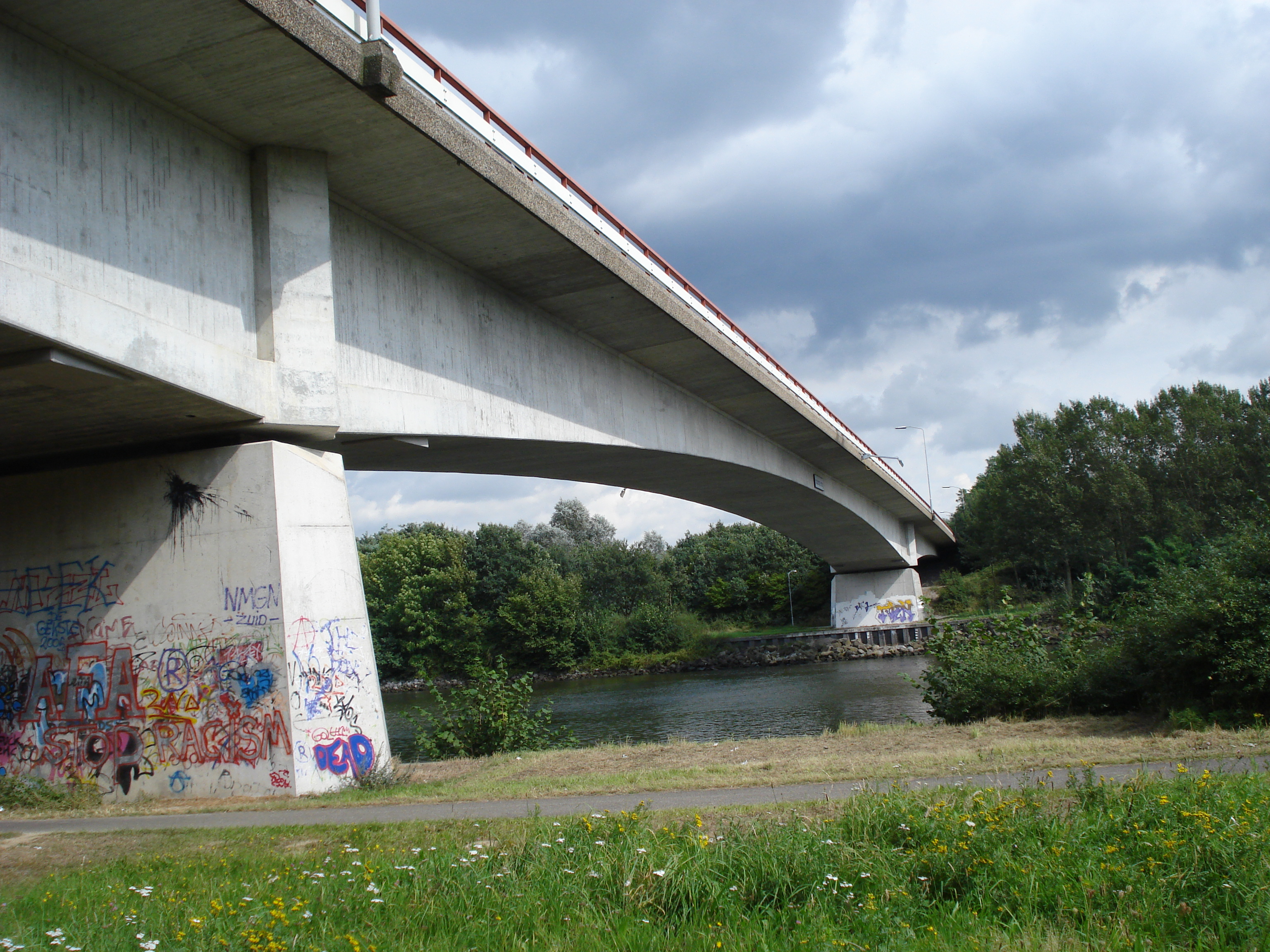
Maldense brug Maas-Waalkanaal
- Bosloop Malden

Dorpen: Heumen · Malden · Molenhoek (deels) · Nederasselt · Overasselt

Buurtschappen: Blankenberg · Ewijk · Heide · Molenhoek · De Schatkuil · Schoonenburg · Sleeburg · Valenberg · Vogelzang · Worsum

Gelderland: Steden en dorpen in Gelderland      Nederland: Provincies · Gemeenten